# Mikko Koivisto
Mikko Koivisto, né le 18 avril 1987 à Vantaa, en Finlande, est un joueur finlandais de basket-ball. Il joue au poste de meneur.

## Biographie
Il rejoint le Royal Halı Gaziantep, club turc de première division, en février 2014 avec un contrat courant jusqu'à la fin de la saison.